# جزر السعودية

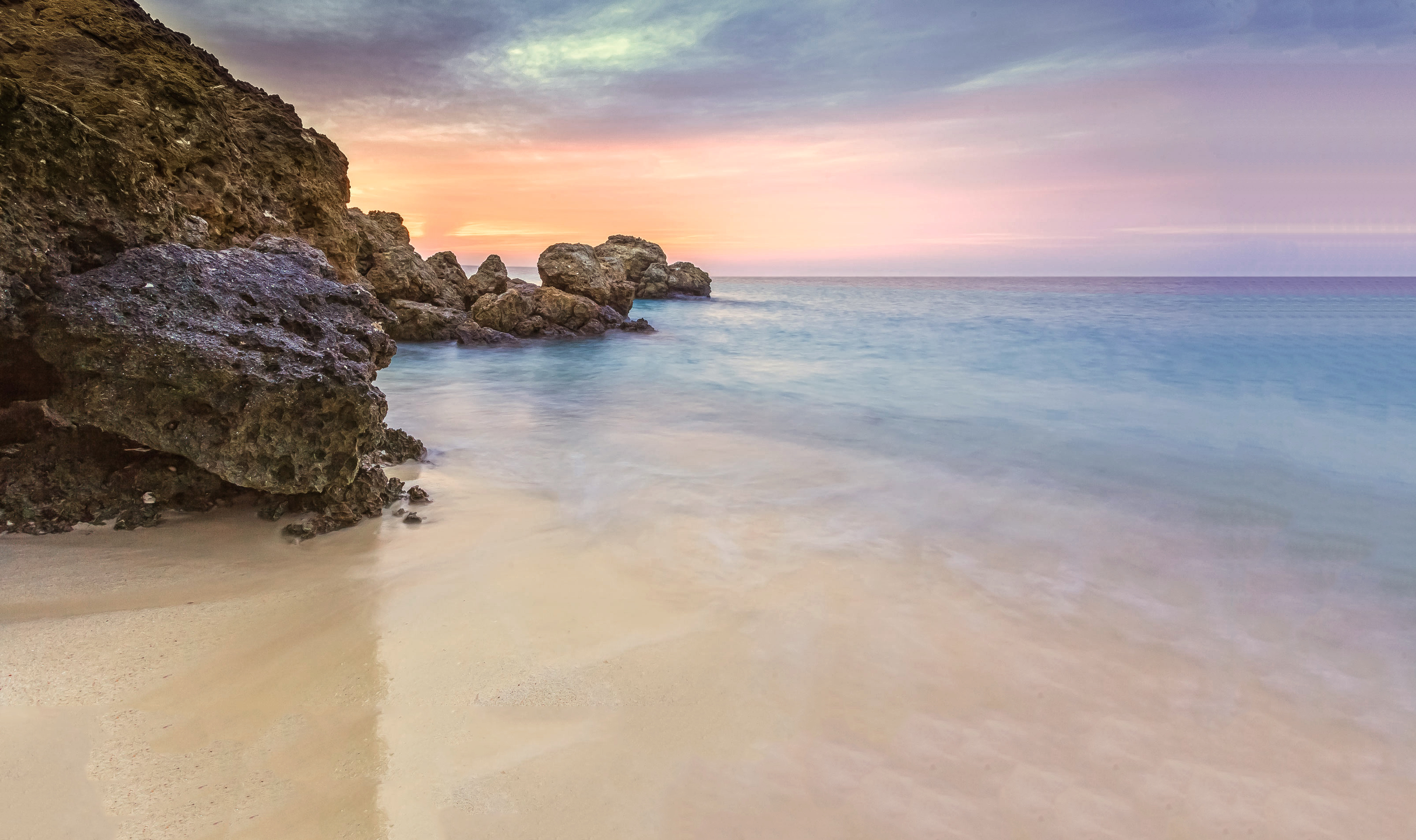
لقطة من أحد شواطئ جزيرة فرسان

جزر السعودية تضم مياه المملكة العربية السعودية مئات الجزر المتناثرة بمحاذاة سواحلها الممتدة على ثلاث واجهات بحرية؛ يصل طولها نحو 3800 كم، واحدة منها على البحر الأحمر، واثنتين على الخليج العربي. وتبلغ مجموع الجزر السعودية 1285 جزيرة، منها 405 جزر ذات أسماء معروفة ومشهورة، وهي تمثل نحو 35% من إجمالي الجزر. وتعد جزيرة فرسان الكبير من أكبر الجزر السعودية في البحر الأحمر من حيث المساحة، إذ تبلغ نحو 380 كم².
وبساحل يبلغ طوله نحو 2600 كم، تطل السعودية على خليج العقبة والبحر الأحمر من الناحية الغربية، الأمر الذي وضعها في المرتبة الأولى من بين الدول المطلة على ضفتي البحر الأحمر من حيث طول الساحل، والذي يمثل نحو 80% من الساحل الشرقي للبحر الأحمر. وتمتد على طول هذا الساحل وبمحاذاته سلسلة جبال الحجاز التي تزداد ارتفاعًا باتجاه الجنوب، وتنحدر منها عشرات الأودية الموسمية التي تصب في البحر الأحمر. كما أنها تطل على الخليج العربي من ناحيته الشرقية بواجهتين بحريتين وبساحل يبلغ طوله نحو 1200 كم، وتبدأ الواجهة الأولى من الجهة الشمالية من نقطة الحدود الساحلية مع دولة قطر على دوحة سلوى، بساحل يبلغ طوله نحو 1100 كم، أنا الواجهة الأخرى من الجهة الجنوبية فإنها تبدأ من نقطة الحدود الساحلية مع دولة قطر على خور العديد، حتى نقطة الحدود الساحلية مع دولة الإمارات العربية المتحدة، على دوحة السميرة، بساحل يبلغ طوله نحو 100 كم.
وتحتل السعودية المرتبة الثانية بعد إيران بين الدول المطلة على ضفتي الخليج العربي من حيث طول الساحل، ويتميز ساحلها بانخفاضه وبمياهه الضحلة وكثرة تعرجاته، مما أدى إلى تكوين مجموعة من الرؤوس والأخوار التي تحيط بها المنخفضات الملحية. ويعود سبب كثرة الجزر المنتشرة في مياه سواحل السعودية والتي وصلت إلى 1285 جزيرة مختلفة المساحات، إلى طول سواحلها، حيث يضم خليج العقبة والبحر الأحمر من تلك الجزر نحو 1150، وهي تمثل نحو 89% من مجمل الجزر السعودية، كما يحتوي الخليج العربي على 135 جزيرة تمثل نحو 11%.

## التكوين

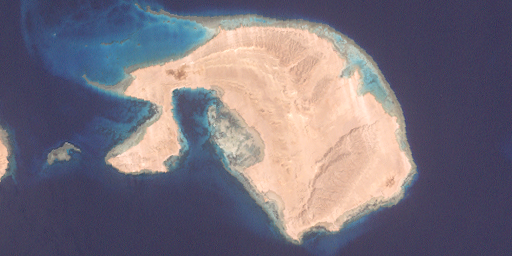
صورة التقطت بالقمر الصناعي لجزيرتي تيران وصنافير

تختلف الجزر السعودية باختلاف نشأتها وتكوينها، ويغلب على معظمها استواء سطحها، فغالبية تلك الجزر مرجانية النشأة، وبعضها رملية النشأة، وأخرى قارية النشأة، وكذلك بركانية النشأة. غير أن هناك جزرًا في البحر الأحمر ذات سطح مرتفع، تظهر عليه بعض المرتفعات: تيران 518م، وصنافير 112م، ويبوع 112م، والنعمان 43م، وجبل حسان 165م، وجبل الليث 28م، وجبل الصبايا 42م، وجبل كدمبل 52م، وبعض جزر فرسان كجزر: فرسان الكبير 72م، والدسان 66كم، وزفاف 57م، وقمّاح 27م. في حين أن معظم جزر السعودية في الخليج العربي مستوية السطح، إذ لا يتجاوز ارتفاعها 13م، كما في جزر قنة والمسلمية وأبو علي.

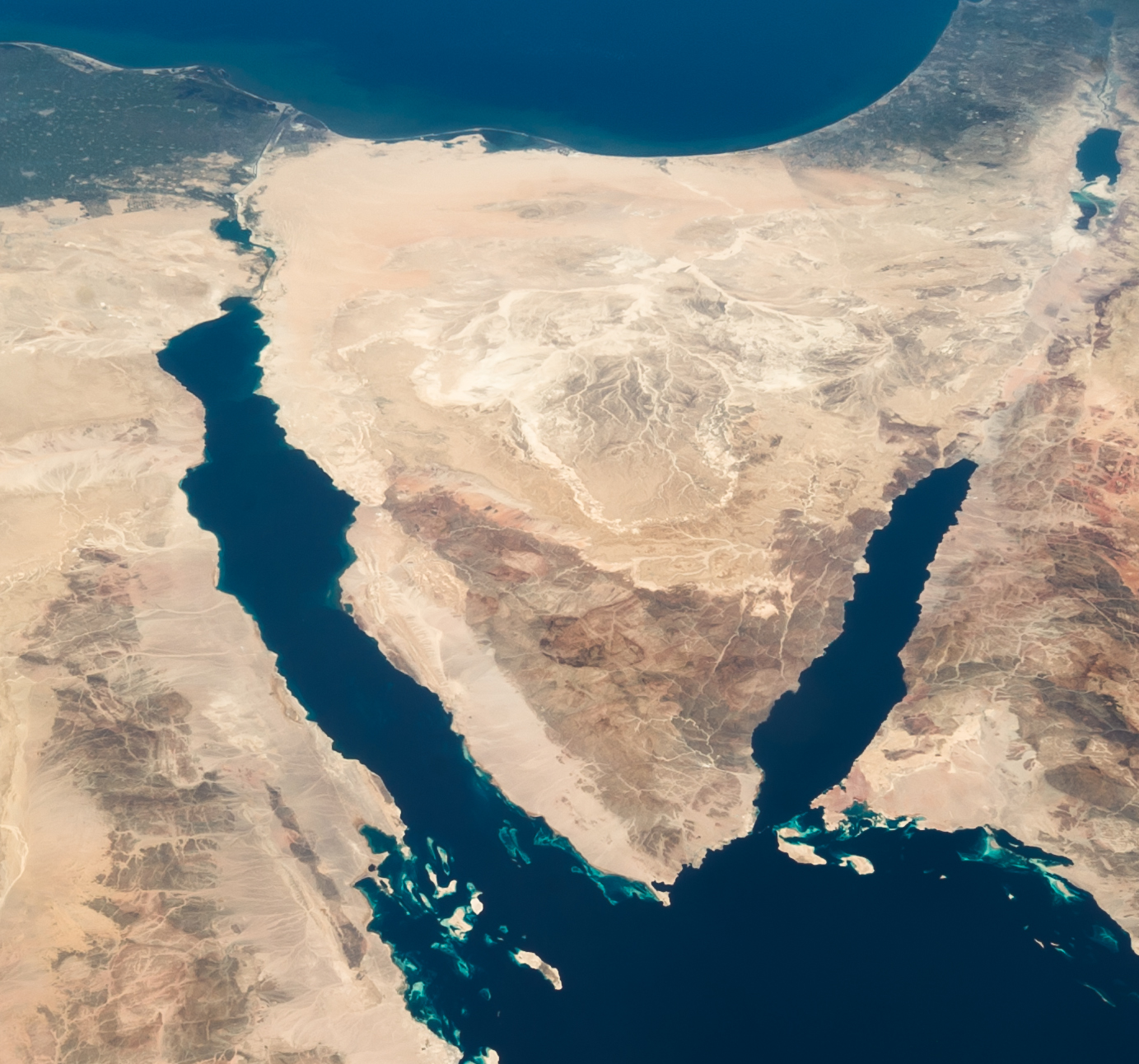
جزر البحر الأحمر

## السكان
نظراً لطبيعة وتكوين جزر المملكة وظروفها المناخية وقلة مواردها الاقتصادية فإن معظمها غير مأهولة بالسكان.

## أكبر الجزر السعودية

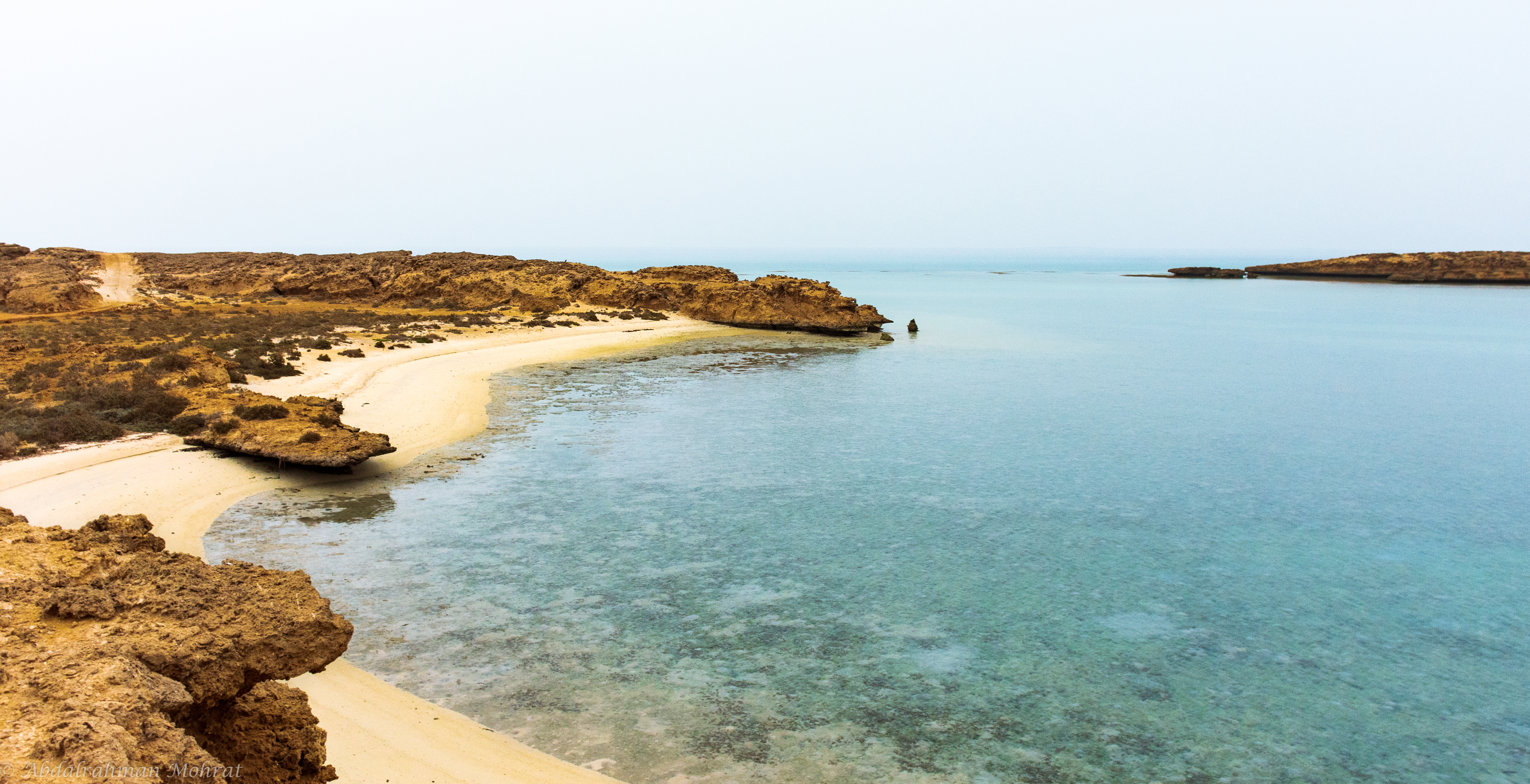
جزيرة فرسان بالمملكة العربية السعودية

تتفاوت الجزر السعودية من حيث المساحة، وتعد جزيرة فرسان الكبير أكبر جزيرة سعودية في البحر الأحمر، فيما تأتي جزيرة أبو علي في مقدمة الجزر في الخليج العربي من حيث المساحة.
| اسم الجزيرة  | مساحتها  | المنطقة |
| ------------ | -------- | ------- |
| فرسان الكبير | 380 كم²  | جازان   |
| سجيد         | 150 كم²  | جازان   |
| تيران        | 61,5 كم² | تبوك    |

| اسم الجزيرة | مساحتها  | المنطقة |
| ----------- | -------- | ------- |
| أبو علي     | 59,3 كم² | الشرقية |
| الباطنة     | 33,7 كم² | الشرقية |
| تاروت       | 20,3 كم² | الشرقية |

جزر البحر الأحمر
يبلغ عدد الجزر السعودية في مياه البحر الأحمر (1150) جزيرة تشكل (88 %) من إجمالي الجزر السعودية التي تمتاز بشواطئها الرملية والسواحل المرجانية، وهي تزداد تركزا وكثافة في أربع مجموعات رئيسية هي:

### المجموعة الأولى

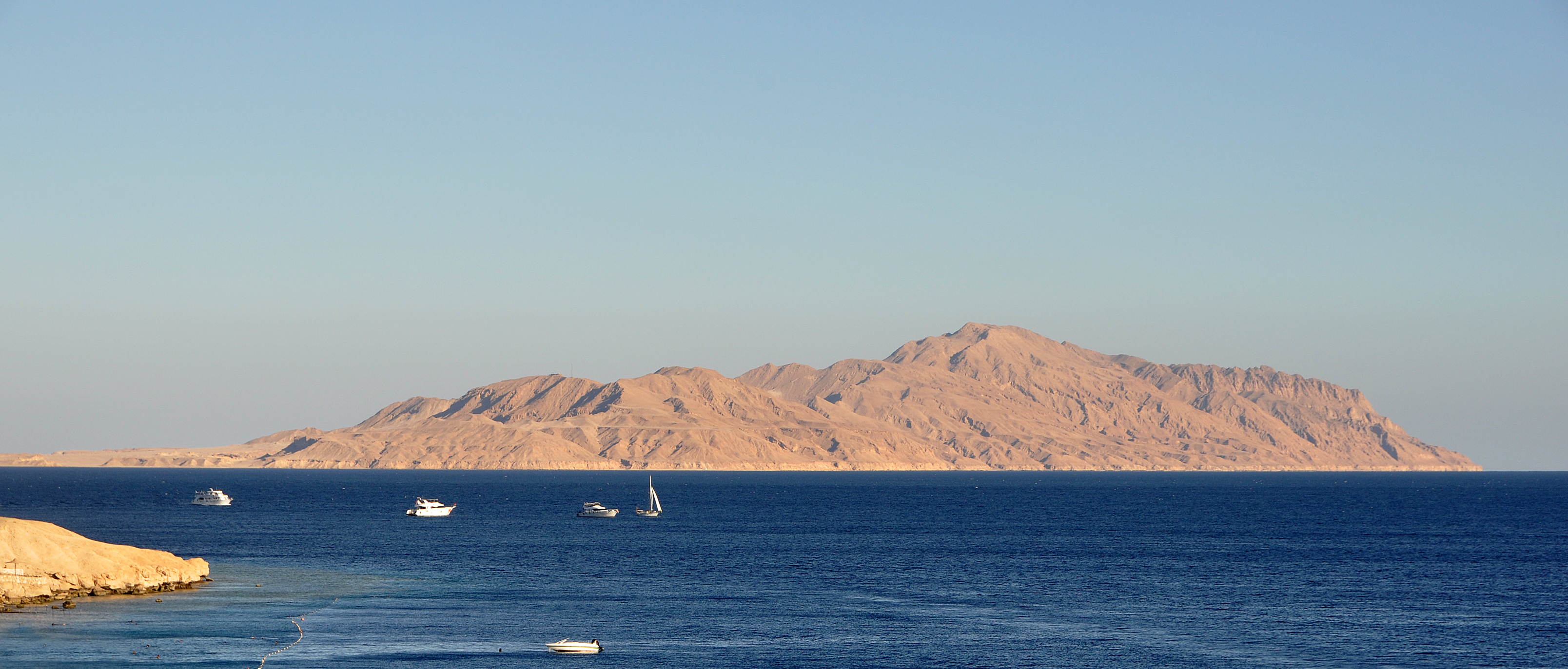
جزيرة تيران بالمملكة العربية السعودية

في الطرف الشمالي من الساحل السعودي ما بين مدخل خليج العقبة غربا، وخليج الخريبة شرقا وهي:-
- جزيرة تيران
- جزيرة صنافير
- شوشة
- أم الحصاني الوسطى
- أم الحصاني الجنوبية
- سندالة
- الثغباء
- الفرشة
- أم قصور
- برقان

### المجموعة الثانية
في منتصف النصف الشمالي من الساحل السعودي في المنطقة المحصورة بين مدينتي الوجه وأملج ومنها جزر : 
- ريخة
- غوار
- أم روغة
- شيبارة
- سويحل
- جبل حسان (الحساني) .

### المجموعة الثالثة
في منتصف النصف الجنوبي من الساحل السعودي في المنطقة المحصورة بين مدينتي الليث والقنفذة، ومنها جزر: 
- جبل الليث
- جبل دوقة
- ثراء(فرة)
- الطويلة
- أم القماري : (جزيرة ومحمية)
- جبل الصبايا .
- جزيرة البغلة، وهي أبعد الجزر السعودية عن الساحل في البحر الأحمر، إذ تبعد عنه نحو (57,8) ميلاً بحرياً.
- جزيرة أبلح

### المجموعة الرابعة
في الطرف الجنوبي من الساحل السعودي غرب مدينة جازان وتمثلها 
- أرخبيل جزر فرسان: تضم أرخبيل جزر فرسان ما يقارب الـ 200 جزيرة التي تضم أغنى تنوع بيئي وإحيائي حيث يوجد أنواع مختلفة من الطيور، وتتنوع فيها الحياة المرجانية، والأحياء المائية من رخويات وقواقع، وهي غنية بمادة العنبر الخام الذي يشكل مصدرا من مصادر الرزق لبعض سكان جزيرة فرسان، وتتألف جزر فرسان من مسطحات من الأحجار الجيرية الشّعابية، يتراوح متوسط ارتفاعها عن سطح البحر بين 10 و 20 متراً وقد يصل إلى 40 متراً ويبلغ أقصى ارتفاع 75 متراً. وهناك عدد من الأودية القصيرة التي تنتهي إلى البحر. أما السواحل فمغطاة برمال كلسية بيضاء نتجت عن تحطم الشعاب المرجانية.[9]

وتعتبر أغنى المناطق بغابات أشجار المانغروف الساحلية، وتوجد في مياهها مجموعة من الشعاب المرجانية النادرة، كما أنها غنية بتجمعات الطحالب والحشائش البحرية، وتعشش السلاحف البحرية والطيور البحرية على شواطئها.
- جزيرة فرسان وهي أكبر الجزر السعودية؛ جزيرة فَرَسان الكبير، إحدى جزر أرخبيل فَرَسان في منطقة جازان، إذ تبلغ مساحتها نحو (380) كم2.
- جزيرة آمنة
- كُدُمبل
- جزيرة قماح
- جزيرة دمسك
- جزيرة زفاف
- جزيرة دوشك
- جزيرة كيرة
- جزيرة السقيد (فرسان الصغرى)[9]

### تصنيفها
يمكن تصنيف جزر البحر الأحمر من حيث النشأة على النحو التالي:
- جزر مرجانية: تكونت من المرجان الذي نما فوق جروف ضحلة قليلة العمق في نطاق الجرف القاري، حيث وفرت ظروف ارتفاع درجة حرارة المياه بيئة ملائمة لنمو حيوان المرجان التي تكونت من بقاياه معظم الجزر، ومنها: أرخبيلي: فرسان، ودهلك، ومعظم الجزر الواقعة أمام السواحل.

- جزر قارية: وتشكلت نتيجة انفصالها من اليابسة المجاورة لها بواسطة الصدوع أو عوامل النحت المختلفة، حيث تتكون تلك الجزر من الصخور نفسها التي تتكوّن منها اليابسة وتتكون غالبيتها من الصخور النارية والمتحولة والرسوبية، وتتميز أشكالها بامتدادها بمحاذاة الساحل، ومن تلك الجزر: ثيران، وصنافير، وحاطبة، وشدوان، وجوبال، ومكوّر.

- جزر رملية: وهذه تتكون من حواجز رملية كونتها الأمواج في المناطق التي يضعف فيها المد، ونمت على جواز مرجانية. وتتميز أشكالها الطولية وتنتشر بمحاذاة السواحل وبالقرب منها. وتتركز بشكل أكبر بمحاذاة منتصف الساحل الشرقي، ومنها جزر: شيبارة، وكشران، والطويلة، وثرا.

- جزر بركانية: تكونت نتيجة اندفاعات بركانية من قاع البحر، ويوجد معظمها في وسط البحر بحكم طبيعة نشأته الأخدودية، وتتركز في جنوب البحر أكثر من شماله، ومنها: جزر: الزبرجد، والطير، والزبير، وحنيش، وبريم، وبعض جزر الساحل الإريتري، إضافة إلى بعض جزر الساحل السعودي التي تقع في نطاق حرة البرك والقحمة جنوب القنفذة، ومنها: جزيرتا جبل ذهبان، وجبل كدمبل.

## جزر الخليج العربي
تنتشر في المياه الإقليمية السعودية في الخليج العربي (150) جزيرة تمثل(11%) من إجمالي الجزر السعودية وهي تتوزع على ثلاث مجموعات:

### المجموعة الشمالية
يتركز معظمها في شمال وشمال غرب مدينة الجبيل ومنها جزر : 
- أبو علي (جزيرة راس أبو علي) :أكبر الجزر السعودية في الخليج العربي، وتقع شمال الجبيل؛ وتبلغ مساحتها نحو (59,3) كم2.
- الباطنة
- القرمة
- قنة(جنة)
- المسلمية
- الجريد والضغينة
- كران
- حرقوص : والتي تعتبر من أهم الجزر التي تحتوي على أنواع كبيرة من الطيور البحرية والسلاحف في الخليج العربي.

### المجموعة الوسطى
تتناثر مقابل الدمام ومنها جزر : 
- الهيزة
- البينة الكبيرة
- تاروت :حيث تم العثور فيها على الكثير من الآثار الفينيقية والساسانية والإسلامية، وعلى أوان فخارية تعرض في المتحف الوطني، بالإضافة لقلعة تاروت الشامخة وسط الجزيرة بأبراجها الأربعة.
- جزيرة العربية، أبعد الجزر السعودية عن الساحل في الخليج العربي، إذ تبعد عنه نحو (50) ميلاً بحرياً.

### المجموعة الجنوبية
بالقرب من مدخل خور العديد الواقع شمال رأس أبو قميص، ومنها جزر : 
- الحويصات
- هذبة
- صياد.